# Football Club Lumezzane 2023-2024
Questa voce raccoglie le informazioni riguardanti il Football Club Lumezzane nelle competizioni ufficiali della stagione 2023-2024.

## Stagione
Il Lumezzane torna a disputare un campionato di terza serie dopo sei stagioni passate nei dilettanti. L'allenatore è Arnaldo Franzini, il quale raggiunge con la società un accordo per la prosecuzione del rapporto alla guida tecnica per la stagione 2023-2024, dopo aver portato la squadra dall'Eccellenza alla Serie C.
All'esordio in campionato, il Lumezzane viene sconfitto per 4-1 dalla Pro Vercelli. Alla seconda giornata, la squadra conquista la prima vittoria del campionato ai danni della Pergolettese. Alla quinta giornata arriva la prima vittoria esterna, ottenuta sul campo dell'Alessandria.
Il 4 ottobre, la squadra disputa il primo turno preliminare della Coppa Italia Serie C, battendo ai calci di rigore l'Atalanta U23.
Tra l'8ª e la 11ª giornata, il Lumezzane incappa in quattro sconfitte consecutive con Triestina, Giana Erminio,  Arzignano Valchiampo e Atalanta U23, tornando alla vittoria alla 12ª giornata vincendo in casa della Pro Patria.
Il 7 novembre, nel secondo turno preliminare della Coppa Italia Serie C, il Lumezzane batte l'Arzignano Valchiampo qualificandosi agli ottavi di finale.
Alla 15ª giornata la squadra pareggia in casa con il Novara, allungando una serie positiva a quattro risultati utili consecutivi, tra cui il pareggio con il Legnago e la vittoria esterna sul campo della Virtus Verona. 
Il 30 novembre, il Lumezzane viene battuto dal Padova negli ottavi di finale della Coppa Italia Serie C, venendo così eliminato dalla competizione.
Alla 17ª giornata i rossoblù battono in casa la Pro Sesto, inanellando il sesto risultato utile consecutivo e tornando al successo casalingo che mancava da oltre due mesi. Il girone d'andata si chiude con la vittoria interna sull'AlbinoLeffe e il nono posto in classifica.
Il girone di ritorno si apre con una sconfitta interna subita contro la Pro Vercelli, seguita da due vittorie consecutive: quella esterna sul campo della Pergolettese e quella in casa con l'L.R. Vicenza. Alla 24ª giornata, il Lumezzane raggiunge la 7ª posizione a seguito della vittoria interna ottenuta sull'Alessandria, salendo al 5º posto nella giornata successiva dopo la vittoria esterna sul campo del Renate. Nel turno infrasettimanale della 26ª giornata i rossoblù subiscono una sconfitta interna dal Trento, interrompendo così una serie di cinque risultati utili consecutivi, tornando alla vittoria nel turno successivo contro la Triestina. Tra la 28ª e la 32ª giornata il Lumezzane raccoglie un solo punto, pareggiando con l'Arzignano Valchiampo e venendo sconfitto da Giana Erminio, Atalanta U23, Pro Patria e Legnago. Il periodo di crisi viene lasciato alle spalle alla 33ª giornata, nella quale la squadra torna alla vittoria battendo la Virtus Verona. Con il pareggio interno con il Padova della 35ª giornata, il Lumezzane conquista matematicamente la salvezza. Alla penultima giornata, la squadra si assicura matematicamente la partecipazione ai play off a seguito della vittoria sul Mantova capolista, chiudendo poi la stagione regolare al nono posto.
I rossoblù concludono la loro stagione venendo eliminati al primo turno dei play-off del girone dal Legnago.

## Divise e sponsor
Lo sponsor tecnico per la stagione 2023-2024 è Acerbis, mentre il main sponsor è Camozzi Automation.
| Casa | Trasferta | Portiere |

## Organigramma societario
Area direttiva
- Presidente: Andrea Caracciolo
- Presidente Emerito e Procuratore Speciale: Vincenzo Picchi
- Consiglieri: Mansueto Bonomi, Marco Bonomi, Lodovico Camozzi, Andrea Ettori, Marco Ghidini, Gianleone Gnali, Giuliano Gnutti, Aristide Guarneri, Diego Lo Monaco, Davide Peli, Giuseppe Peroni
- Direttore generale: Michelangelo Vitali[30]
- Team manager: Stefano Franchi
- Direttore sportivo: Carlo Maria Zerminiani

Area tecnica
- Allenatore: Arnaldo Franzini
- Allenatore in seconda: Andrea Lussardi
- Allenatore dei portieri: Fabio Patuzzi

Area sanitaria
- Responsabile sanitario: Achille Lazzaroni
- Preparatore atletico: Fabio Lischetti
- Fisioterapisti: Italo Mini, Stefano Dalvai, Roberto Rossini
- Recupero infortunati: Miguel Enrique

## Rosa
| N. |                    | Ruolo | Calciatore          |
| -- | ------------------ | ----- | ------------------- |
| 1  | Italia (bandiera)  | P     | Stefano Filigheddu  |
| 2  | Italia (bandiera)  | D     | Jacopo Deratti      |
| 3  | Italia (bandiera)  | D     | Eros Pisano         |
| 4  | Francia (bandiera) | C     | Anthony Taugourdeau |
| 5  | Italia (bandiera)  | D     | Michele Troiani     |
| 6  | Italia (bandiera)  | D     | Cesare Pogliano     |
| 7  | Italia (bandiera)  | C     | Marco Moscati       |
| 8  | Italia (bandiera)  | C     | Michele Calì        |
| 9  | Italia (bandiera)  | A     | Erik Gerbi          |
| 10 | Italia (bandiera)  | A     | Manuele Malotti     |
| 11 | Italia (bandiera)  | A     | Andrea Capelli      |
| 12 | Italia (bandiera)  | P     | Ernesto Greco       |
| 13 | Albania (bandiera) | A     | Aristidi Kolaj      |
| 14 | Italia (bandiera)  | A     | Alberto Basso Ricci |
| 15 | Italia (bandiera)  | A     | Kevin Cannavò       |

| N. |                     | Ruolo | Calciatore              |
| -- | ------------------- | ----- | ----------------------- |
| 16 | Bulgaria (bandiera) | A     | Andrej Gălăbinov        |
| 17 | Italia (bandiera)   | C     | Carlo Ilari             |
| 18 | Italia (bandiera)   | C     | Simone Pesce (capitano) |
| 19 | Italia (bandiera)   | D     | Gianluca Parodi         |
| 20 | Italia (bandiera)   | A     | Cristian Spini          |
| 21 | Italia (bandiera)   | D     | Alessandro Dalmazzi     |
| 22 | Italia (bandiera)   | P     | Cesare Galeotti         |
| 22 | Italia (bandiera)   | P     | Matteo Rizzo            |
| 23 | Italia (bandiera)   | C     | Manuel Poledri          |
| 27 | Italia (bandiera)   | D     | Gianluca Scremin        |
| 28 | Italia (bandiera)   | D     | Samuele Regazzetti      |
| 32 | Italia (bandiera)   | A     | Mattia Iori             |
| 33 | Italia (bandiera)   | D     | Samuele Righetti        |
| 38 | Italia (bandiera)   | D     | Kevin Tortelli          |

## Calciomercato

### Sessione estiva(dall'1/7 all'1/9)
| Acquisti         | Acquisti            | Acquisti         | Acquisti             |
| R.               | Nome                | da               | Modalità             |
| ---------------- | ------------------- | ---------------- | -------------------- |
| P                | Cesare Galeotti     | SPAL             | prestito             |
| P                | Ernesto Greco       | Monza            | definitivo           |
| D                | Alessandro Dalmazzi | Fidelis Andria   | definitivo           |
| D                | Samuele Righetti    | Perugia          | definitivo           |
| D                | Gianluca Scremin    | Spezia           | prestito             |
| C                | Carlo Ilari         | Lecco            | prestito             |
| C                | Marco Moscati       | Südtirol         | definitivo           |
| C                | Anthony Taugourdeau | Turris           | definitivo           |
| A                | Alberto Basso Ricci | Cremonese        | prestito             |
| A                | Kevin Cannavò       | Vis Pesaro       | prestito             |
| A                | Andrea Capelli      | Ponte San Pietro | definitivo           |
| A                | Erik Gerbi          | Sampdoria        | prestito             |
| A                | Aristidi Kolaj      | Pescara          | prestito             |
| A                | Manuele Malotti     | Renate           | definitivo           |
| Altre operazioni |                     |                  |                      |
| R.               | Nome                | da               | Modalità             |
| D                | Gianluca Parodi     | Genoa            | rinnovo del prestito |

| Cessioni | Cessioni                 | Cessioni           | Cessioni      |
| R.       | Nome                     | a                  | Modalità      |
| -------- | ------------------------ | ------------------ | ------------- |
| P        | Simone Tota              | Castrovillari      | definitivo    |
| D        | Luka Tomaš               | Ostiamare          | definitivo    |
| D        | Mattia Rigo              | Verona             | fine prestito |
| D        | Kevin Tortelli           | Piacenza           | prestito      |
| C        | Francesco Antonelli      | Cavese             | definitivo    |
| C        | Luca Sperti              | Montecchio         | definitivo    |
| C        | Silvio Antonio Squarzoni | Ligorna            | definitivo    |
| A        | Danilo Alessandro        | Sambenedettese     | definitivo    |
| A        | Luca Forte               |                    | svincolato    |
| A        | Mattia Mauri             | Union Clodiense CS | definitivo    |
| A        | Nicolas Parravicini      | Avezzano           | definitivo    |

### Sessione invernale(dal 2/1 al 31/1)
| Acquisti | Acquisti       | Acquisti     | Acquisti      |
| R.       | Nome           | da           | Modalità      |
| -------- | -------------- | ------------ | ------------- |
| P        | Matteo Rizzo   | Pro Vercelli | prestito      |
| D        | Kevin Tortelli | Piacenza     | fine prestito |
| A        | Mattia Iori    | Arezzo       | prestito      |

| Cessioni | Cessioni        | Cessioni | Cessioni      |
| R.       | Nome            | a        | Modalità      |
| -------- | --------------- | -------- | ------------- |
| P        | Cesare Galeotti | SPAL     | fine prestito |
| A        | Aristidi Kolaj  | Pescara  | fine prestito |

### Operazioni esterne alle sessioni
| Acquisti | Acquisti         | Acquisti | Acquisti   |
| R.       | Nome             | da       | Modalità   |
| -------- | ---------------- | -------- | ---------- |
| A        | Andrej Gălăbinov |          | definitivo |

## Risultati

### Serie C

#### Girone di andata
| Arbitro: | Cerbasi (Arezzo) |

|                                                    |           |             |
| Pisano 17’ (aut.) Maggio 32’ Nepi 48’ Petrella 84’ | Marcatori | 46’ Capelli |

| Arbitro: | Gandino (Alessandria) |

|                |           |  |
| Pogliano 90+4’ | Marcatori |  |

| Arbitro: | Djurdjevic (Trieste) |

|            |           |  |
| Cavion 82’ | Marcatori |  |

| Arbitro: | Longo (Cuneo) |

|                                        |           |  |
| Malotti 41’ (rig.) Stronati 60’ (aut.) | Marcatori |  |

| Arbitro: | Di Reda (Molfetta) |

|  |           |                                         |
|  | Marcatori | 30’ Malotti 90+1’ Poledri 90+3’ Capelli |

| Arbitro: | Gigliotti (Cosenza) |

|                       |           |                                         |
| Gerbi 18’ Cannavò 67’ | Marcatori | 29’ Currarino 51’ Garetto 83’ Tremolada |

| Trento 7 ottobre 2023, ore 18:30 CEST 7ª giornata | Trento        | 0 – 0 referto | Lumezzane | Stadio Briamasco (ca 1 300 spett.)\| Arbitro: \| Nigro (Prato) \| |
| Arbitro:                                          | Nigro (Prato) |               |           |                                                                   |

| Arbitro: | Gauzolino (Torino) |

|                             |           |                |
| Adorante 90+1’ Fofana 90+3’ | Marcatori | 62’ Regazzetti |

| Arbitro: | Totaro (Lecce) |

|            |           |                                         |
| Pisano 88’ | Marcatori | 18’ Barzotti 21’ Franzoni 73’ Fumagalli |

| Arbitro: | Zoppi (Firenze) |

|                       |           |  |
| Lakti 8’ Bernardi 74’ | Marcatori |  |

| Arbitro: | Milone (Taurianova) |

|             |           |                            |
| Cannavò 37’ | Marcatori | 46’ Di Serio 52’ Del Lungo |

| Arbitro: | Rispoli (Locri) |

|  |           |                |
|  | Marcatori | 11’, 41’ Spini |

| Lumezzane 12 novembre 2023, ore 16:15 CET 13ª giornata | Lumezzane      | 0 – 0 referto | Legnago | Stadio Tullio Saleri (141 spett.)\| Arbitro: \| Renzi (Pesaro) \| |
| Arbitro:                                               | Renzi (Pesaro) |               |         |                                                                   |

| Arbitro: | Cherchi (Carbonia) |

|  |           |                          |
|  | Marcatori | 22’ Cannavò 90+3’ Parodi |

| Arbitro: | Luongo (Napoli) |

|           |           |                |
| Spini 51’ | Marcatori | 90+1’ Calcagni |

| Arbitro: | Vergaro (Bari) |

|            |           |             |
| Capelli 6’ | Marcatori | 27’ Moscati |

| Arbitro: | Gemelli (Messina) |

|          |           |  |
| Gerbi 3’ | Marcatori |  |

| Arbitro: | Vingo (Pisa) |

|                      |           |  |
| Galuppini 58’ (rig.) | Marcatori |  |

| Arbitro: | Colombi (Brescia) |

|                                 |           |               |
| Gerbi 42’ Pisano 86’ Calì 90+5’ | Marcatori | 68’ Arrighini |

#### Girone di ritorno
| Arbitro: | Maccarini (Arezzo) |

|  |           |                                |
|  | Marcatori | 14’ Haoudi 40’ Nepi 56’ Maggio |

| Arbitro: | Rispoli (Locri) |

|  |           |                |
|  | Marcatori | 90+2’ Pogliano |

| Arbitro: | Gianquinto (Parma) |

|                       |           |                       |
| Spini 39’ Ilari 45+2’ | Marcatori | 38’ (rig.) Pellegrini |

| Arbitro: | Di Loreto (Terni) |

|           |           |           |
| Sussi 15’ | Marcatori | 35’ Ilari |

| Arbitro: | Di Reda (Molfetta) |

|                          |           |            |
| Taugourdeau 18’ Iori 39’ | Marcatori | 79’ Gazoul |

| Arbitro: | Bozzetto (Bergamo) |

|  |           |           |
|  | Marcatori | 71’ Spini |

| Arbitro: | Tona Mbei (Cuneo) |

|  |           |                            |
|  | Marcatori | 67’ Spalluto 80’ Anastasia |

| Arbitro: | Turrini (Firenze) |

|                                     |           |  |
| Capelli 13’ Dalmazzi 48’ Pisano 52’ | Marcatori |  |

| Arbitro: | Gandino (Alessandria) |

|               |           |                        |
| Fall 49’, 71’ | Marcatori | 26’ (rig.) Taugourdeau |

| Arbitro: | Marotta (Sapri) |

|                          |           |                     |
| Calì 69’ Taugourdeau 78’ | Marcatori | 47’ Lakti 82’ Barba |

| Arbitro: | Cerbasi (Arezzo) |

|              |           |  |
| Vlahović 43’ | Marcatori |  |

| Arbitro: | Gangi (Enna) |

|  |           |                          |
|  | Marcatori | 63’ Castelli 90+6’ Nicco |

| Arbitro: | Iacobellis (Pisa) |

|                             |           |          |
| Rocco 87’ (rig.) Noce 90+5’ | Marcatori | 66’ Calì |

| Arbitro: | Rispoli (Locri) |

|                               |           |              |
| Ilari 8’ Moscati 49’ Calì 84’ | Marcatori | 26’ Cabianca |

| Arbitro: | Leone (Barletta) |

|               |           |             |
| Bentivegna 6’ | Marcatori | 85’ Poledri |

| Arbitro: | Di Reda (Molfetta) |

|           |           |               |
| Ilari 73’ | Marcatori | 9’ Bortolussi |

| Arbitro: | Canci (Carrara) |

|                   |           |             |
| Toçi 10’ Sala 66’ | Marcatori | 71’ Cannavò |

| Arbitro: | Gasperotti (Rovereto) |

|                                 |           |                                             |
| Pogliano 37’ Iori 51’, 60’, 64’ | Marcatori | 20’ (aut.) Pogliano 72’ Bragantini 78’ Bani |

| Arbitro: | Angelillo (Nola) |

|                      |           |                                             |
| Guşu 57’ Doumbia 72’ | Marcatori | 1’ Cannavò 26’ Capelli 87’ (aut.) Marchetti |

#### Play-off

##### Fase play-off del girone
| Arbitro: | Grasso (Ariano Irpino) |

|                  |           |  |
| Svidercoschi 39’ | Marcatori |  |

### Coppa Italia Serie C
| Arbitro: | Silvestri (Roma 1) |

|                                     |                      |                           |
| Basso Ricci 17’ Righetti 94’        | Marcatori            | 70’ Italeng 106’ Falleni  |
| Taugourdeau Malotti Capelli Cannavò | Tiri di rigore 4 – 1 | Roaldsøy Ceresoli Falleni |

| Arbitro: | Poli (Verona) |

|                        |           |              |
| Capelli 29’ Ilari 119’ | Marcatori | 90+5’ Lunghi |

| Arbitro: | Sacchi (Macerata) |

|                      |           |  |
| Palombi 81’ Fusi 90’ | Marcatori |  |

## Statistiche

### Statistiche di squadra
| Competizione         | Punti | In casa | In casa | In casa | In casa | In casa | In casa | In trasferta | In trasferta | In trasferta | In trasferta | In trasferta | In trasferta | Totale | Totale | Totale | Totale | Totale | Totale | DR |
| Competizione         | Punti | G       | V       | N       | P       | Gf      | Gs      | G            | V            | N            | P            | Gf           | Gs           | G      | V      | N      | P      | Gf     | Gs     | DR |
| -------------------- | ----- | ------- | ------- | ------- | ------- | ------- | ------- | ------------ | ------------ | ------------ | ------------ | ------------ | ------------ | ------ | ------ | ------ | ------ | ------ | ------ | -- |
| Serie C              | 53    | 19      | 9       | 4       | 6       | 29      | 26      | 19           | 6            | 4            | 9            | 20           | 22           | 38     | 15     | 8      | 15     | 49     | 48     | +1 |
| Play-off             |       | 0       | 0       | 0       | 0       | 0       | 0       | 1            | 0            | 0            | 1            | 0            | 1            | 1      | 0      | 0      | 1      | 0      | 1      | -1 |
| Coppa Italia Serie C |       | 2       | 1       | 1       | 0       | 4       | 3       | 1            | 0            | 0            | 1            | 0            | 2            | 3      | 1      | 1      | 1      | 4      | 5      | -1 |
| Totale               |       | 21      | 10      | 5       | 6       | 33      | 29      | 21           | 6            | 4            | 11           | 20           | 25           | 42     | 16     | 9      | 17     | 53     | 54     | -1 |

### Andamento in campionato
| Giornata  | 1  | 2 | 3  | 4 | 5 | 6 | 7 | 8  | 9  | 10 | 11 | 12 | 13 | 14 | 15 | 16 | 17 | 18 | 19 | 20 | 21 | 22 | 23 | 24 | 25 | 26 | 27 | 28 | 29 | 30 | 31 | 32 | 33 | 34 | 35 | 36 | 37 | 38 |
| --------- | -- | - | -- | - | - | - | - | -- | -- | -- | -- | -- | -- | -- | -- | -- | -- | -- | -- | -- | -- | -- | -- | -- | -- | -- | -- | -- | -- | -- | -- | -- | -- | -- | -- | -- | -- | -- |
| Luogo     | T  | C | T  | C | T | C | T | T  | C  | T  | C  | T  | C  | T  | C  | T  | C  | T  | C  | C  | T  | C  | T  | C  | T  | C  | C  | T  | C  | T  | C  | T  | C  | T  | C  | T  | C  | T  |
| Risultato | P  | V | P  | V | V | P | N | P  | P  | P  | P  | V  | N  | V  | N  | N  | V  | P  | V  | P  | V  | V  | N  | V  | V  | P  | V  | P  | N  | P  | P  | P  | V  | N  | N  | P  | V  | V  |
| Posizione | 14 | 9 | 12 | 8 | 5 | 9 | 8 | 10 | 14 | 15 | 16 | 14 | 15 | 12 | 13 | 13 | 10 | 13 | 9  | 12 | 11 | 8  | 8  | 7  | 5  | 6  | 6  | 6  | 7  | 7  | 7  | 8  | 8  | 8  | 8  | 9  | 8  | 9  |

Fonte:  Classifica, su tuttosport.com.
Legenda:

Luogo: C = Casa; T = Trasferta. Risultato: V = Vittoria; N = Pareggio; P = Sconfitta.

### Annotazioni
1. 1 2  37 presenze in campionato e 40 totali se si contano i play-off
2. 1 2  Ceduto durante la sessione invernale di calciomercato
3. ↑  Acquistato a marzo 2024
4. 1 2 3  Acquistato durante la sessione invernale di calciomercato

### Fonti
1. ↑   Stadio, territorio e strutture, su fclumezzane.it. URL consultato il 27 agosto 2023.
2. ↑   Comunicato stampa FC Lumezzane, su fclumezzane.it, 11 maggio 2023. URL consultato il 4 luglio 2023.
3. ↑   Esordio amarissimo per il Lumezzane, sconfitto 4-1 dalla Pro Vercelli, su giornaledibrescia.it, 4 settembre 2023. URL consultato il 5 settembre 2023.
4. ↑   Lumezzane, primi tre punti in extremis con la Pergolettese, su giornaledibrescia.it, 10 settembre 2023. URL consultato il 10 settembre 2023.
5. ↑   Tre gol per far volare il Lumezzane: ad Alessandria terzo successo stagionale, su giornaledibrescia.it, 24 settembre 2023. URL consultato il 24 settembre 2023.
6. ↑   Coppa Italia serie C: Lumezzane passa il turno, Atalanta U23 battuta ai rigori, su giornaledibrescia.it, 4 ottobre 2023. URL consultato il 4 ottobre 2023.
7. ↑   La crisi del Lumezzane non si arresta: sconfitta anche contro l'Atalanta U23, su giornaledibrescia.it, 28 ottobre 2023. URL consultato il 28 ottobre 2023.
8. ↑   Cercasi Pro Patria disperatamente. Il Lumezzane passeggia allo "Speroni" (0-2), su varesesport.com, 3 novembre 2023. URL consultato il 4 novembre 2023.
9. ↑   Lumezzane all'ultimo respiro in Coppa Italia: batte l'Arzignano e vola agli ottavi, su bresciaoggi.it, 7 novembre 2023. URL consultato il 7 novembre 2023.
10. ↑   Pareggio amaro per il Lumezzane al Saleri: contro il Novare finisce 1-1, su giornaledibrescia.it, 26 novembre 2023. URL consultato il 26 novembre 2023.
11. ↑   Altro pareggio per il Legnago: con il Lumezzane finisce a porte inviolate, su veronasera.it, 13 novembre 2023. URL consultato il 26 novembre 2023.
12. ↑   Serie C, Virtus Verona-Lumezzane 0-2, su bresciatoday.it, 19 novembre 2023. URL consultato il 26 novembre 2023.
13. ↑   Serie C, il Padova affonda il Lumezzane e vola ai quarti di Coppa Italia, su corrieredelveneto.corriere.it, 30 novembre 2023. URL consultato il 30 novembre 2023.
14. ↑   Il Lumezzane torna a vincere al Saleri: 1-0 alla Pro Sesto, su giornaledibrescia.it, 8 dicembre 2023. URL consultato l'8 dicembre 2023.
15. ↑   In dieci uomini, il Lumezzane supera l’Albinoleffe, su bresciatoday.it, 23 dicembre 2023. URL consultato il 23 dicembre 2023.
16. ↑   Il Lumezzane crolla in casa: la Pro Vercelli vince 3-0, su giornaledibrescia.it, 8 gennaio 2024. URL consultato il 9 gennaio 2024.
17. ↑   Pergolettese: beffa atroce allo scadere, su laprovinciacr.it, 14 gennaio 2024. URL consultato il 15 gennaio 2024.
18. ↑   Il Vicenza si fa male da solo, ennesima sconfitta a Lumezzane, su ilgiornaledivicenza.it, 20 gennaio 2024. URL consultato il 20 gennaio 2024.
19. ↑   Il Lumezzane supera l’Alessandria e rimane attaccato al treno play off, su giornaledibrescia.it, 4 febbraio 2024. URL consultato il 4 febbraio 2024.
20. ↑   Il Lumezzane vince sotto la pioggia: Renate piegato 1-0, su giornaledibrescia.it, 10 febbraio 2024. URL consultato l'11 febbraio 2024.
21. ↑   Lumezzane sconfitto in casa dal Trento, su bresciatoday.it, 13 febbraio 2024. URL consultato il 14 febbraio 2024.
22. ↑   Una Triestina senza orgoglio si dissolve a Lumezzane, su ilpiccolo.gelocal.it, 18 febbraio 2024. URL consultato il 18 febbraio 2024.
23. ↑   Lumezzane-Pro Patria 0-2: gol e highlights. Il Lume chiude in nove giocatori, su bresciatoday.it, 9 marzo 2024. URL consultato il 10 marzo 2024.
24. ↑   Legnago da impazzire: sotto a tre minuti dalla fine, la ribalta e la vince, su larena.it, 16 marzo 2024. URL consultato il 17 marzo 2024.
25. ↑   Il Lumezzane vince 3-1 contro la Virtus Verona e scaccia la crisi, su giornaledibrescia.it, 23 marzo 2024. URL consultato il 23 marzo 2024.
26. ↑   Lumezzane, è pari con il Padova e salvezza aritmetica, su giornaledibrescia.it, 8 aprile 2024. URL consultato il 13 aprile 2024.
27. ↑   Il Lumezzane centra i playoff: vittoria sui campioni del Mantova. Gol e highlights, su bresciatoday.it, 20 aprile 2024. URL consultato il 21 aprile 2024.
28. ↑   Il Lumezzane batte l’Albinoleffe grazie a un autogol: ai play off contro il Legnago, su giornaledibrescia.it, 28 aprile 2024. URL consultato il 28 aprile 2024.
29. ↑   Lumezzane, play-off amari: il sogno rossoblù si ferma al primo ostacolo, su bresciaoggi.it, 7 maggio 2024. URL consultato l'8 maggio 2024.
30. ↑   Comunicato Fc Lumezzane, su fclumezzane.it, 21 giugno 2023. URL consultato il 1º luglio 2023.
31. ↑   Comunicato ufficiale FC Lumezzane 9, su fclumezzane.it, 3 agosto 2023. URL consultato il 3 agosto 2023.
32. ↑   Benvenuto Alessandro Dalmazzi, su fclumezzane.it, 14 luglio 2023. URL consultato il 14 luglio 2023.
33. ↑   Comunicato ufficiale FC Lumezzane 8, su fclumezzane.it, 1º agosto 2023. URL consultato il 1º agosto 2023.
34. ↑   Gianluca Scremin è un nuovo giocatore rossoblù, su fclumezzane.it, 29 agosto 2023. URL consultato il 29 agosto 2023.
35. ↑   Comunicato ufficiale FC Lumezzane 11, su fclumezzane.it, 27 agosto 2023. URL consultato il 27 agosto 2023.
36. ↑   Benvenuto Marco Moscati, su fclumezzane.it, 28 luglio 2023. URL consultato il 28 luglio 2023.
37. ↑   Benvenuto Anthony Taugourdeau, su fclumezzane.it, 28 luglio 2023. URL consultato il 28 luglio 2023.
38. ↑   Comunicato ufficiale FC Lumezzane 10, su fclumezzane.it, 9 agosto 2023. URL consultato il 9 agosto 2023.
39. ↑   Kevin Cannavò ceduto al Lumezzane, su vispesaro1898.it, 1º settembre 2023. URL consultato il 4 settembre 2023.
40. ↑   Benvenuto Andrea Capelli, su fclumezzane.it, 16 luglio 2023. URL consultato il 16 luglio 2023.
41. ↑   Benvenuto Erik Gerbi, su fclumezzane.it, 23 luglio 2023. URL consultato il 23 luglio 2023.
42. ↑   Ufficiale, Aristidi Kolaj al Lumezzane, su pescaracalcio.com, 1º settembre 2023. URL consultato il 4 settembre 2023.
43. ↑   Benvenuto Manuele Malotti, su fclumezzane.it, 15 luglio 2023. URL consultato il 15 luglio 2023.
44. ↑   Michele Troiani e Gianluca Parodi ancora rossoblù, su fclumezzane.it, 25 agosto 2023. URL consultato il 27 agosto 2023.
45. ↑   Un portiere e un attaccante alla corte di Colle, su castrovillaricalcio.it, 2 settembre 2023. URL consultato il 4 settembre 2023.
46. ↑   L’Ostiamare alza il muro: in difesa arriva il croato Tomas, su ostiamare.it, 1º luglio 2023. URL consultato il 16 luglio 2023.
47. ↑   Kevin Tortelli Passa In Prestito Al Piacenza Calcio 1919, su fclumezzane.it, 5 settembre 2023. URL consultato il 5 settembre 2023.
48. ↑   Francesco Antonelli è un nuovo calciatore biancoblù, su cavese1919.com, 17 luglio 2023. URL consultato il 4 settembre 2023.
49. ↑   Welcome Luca Sperti, su ucmontecchiomaggiore.it, 1º luglio 2023. URL consultato il 16 luglio 2023.
50. ↑   Ufficiale - Matteo Rizzo è rossoblu, su fclumezzane.it, 17 gennaio 2024. URL consultato il 17 gennaio 2024.
51. ↑   Ufficiale - Tortelli Torna Rossoblu, su fclumezzane.it, 6 gennaio 2024. URL consultato il 6 gennaio 2024.
52. ↑   Ufficiale - Mattia Iori è Rossoblu, su fclumezzane.it, 1º febbraio 2024. URL consultato il 1º febbraio 2024.
53. ↑   Galeotti rientra alla SPAL, su fclumezzane.it, 16 gennaio 2024. URL consultato il 16 gennaio 2024.
54. ↑   Kolaj al Sorrento, su fclumezzane.it, 18 gennaio 2024. URL consultato il 18 gennaio 2024.
55. ↑   Ufficiale: Andrey Galabinov è rossoblù, su fclumezzane.it, 7 marzo 2024. URL consultato l'8 marzo 2024.